# Thomas Baring (1799–1873)
Thomas Baring, född den 7 september 1799, död den 18 november 1873, var en brittisk finansman. Han var son till Thomas Baring, 2:e baronet samt bror till Francis Baring, 1:e baron Northbrook och Charles Baring.  
Baring var under många år den baringska firmans chef samt en av direktörerna för Englands bank. År 1862 var han kommissarie för världsutställningen i London. Åren 1835–37 och från 1844 till sin död var Baring medlem av underhuset, där han i motsats till familjens övriga medlemmar förfäktade konservativa principer. Såväl 1852 som 1858 erbjöds honom av lord Derby posten som skattkammarkansler, men bägge gångerna avslog han anbudet. Baring var även känd som frikostig konstmecenat.